# Churmel Lodovica
Churmel Lodovica (ur. 2 stycznia 1965) – piłkarz z Curaçao grający na pozycji pomocnika. Reprezentant Antyli Holenderskich.